# حكومة فوزي سلو
الحكومة السورية التي تشكلت في 9 يونيو 1952، هي الحكومة التاسعة والأربعين في تاريخ سوريا الحديث، والرابعة والثلاثين في عهد الجمهورية السورية الأولى، والأولى بعد نحو سبعة أشهر من خضوع البلاد لحكم فوزي السلو المباشر دون أي حكومة خلال مرحلة انقلاب أديب الشيشكلي الثاني. أشرفت هذه الحكومة على الاستفتاء على دستور الشيشكلي وانتخابات 1953 التي أدت إلى فوز الشيشكلي بالرئاسة، فاستقالت الحكومة على إثرها حسب الدستور.

## تشكيلة الحكومة
| الوزير           | الوزارة                                  |
| ---------------- | ---------------------------------------- |
| فوزي السلو       | رئيس الوزراء، وزير الداخلية، وزير الدفاع |
| ظافر الرفاعي     | وزير الخارجية                            |
| سعيد الزعيم      | وزير المالية                             |
| منير غانم        | وزير العدل                               |
| منير دياب        | وزير الاقتصاد الوطني                     |
| سامي طيارة       | وزير التعليم                             |
| توفيق الهارون    | وزير الأشغال العامة                      |
| عبد الرحمن هنيدي | وزير الزراعة                             |
| مرشد خطير        | وزير الصحة                               |